# Patricia Reynaud-Bouret
Pour les articles homonymes, voir Reynaud et Bouret.
Patricia Reynaud-Bouret, née en 1978, est une mathématicienne et directrice de recherche française. Elle dirige ses recherches au Laboratoire Jean-Alexandre Dieudonné à l'Université Côte d'Azur. En 2021, elle reçoit la médaille d'argent du CNRS.

## Biographie
En 2002, Patricia Reynaud-Bouret soutient sa thèse de doctorat en statistique sur les processus ponctuels sous la direction de Pascal Massart à l'Université Paris-Saclay. Entre 2002 et 2003, elle effectue des recherches postdoctorales à Georgia Institute of Technology auprès de Christian Houdré.
En 2003, elle obtient un poste de chargée de recherche au département de mathématiques et applications de l'École normale supérieure. Elle rejoint en 2008 le Laboratoire Jean-Alexandre Dieudonné à l'Université Côte d'Azur, où elle est promue directrice de recherche en 2014. En 2020, elle fonde et dirige l'Institut NeuroMod dédié à la modélisation en neurosciences et cognition au sein de cette même université. En 2021, elle reçoit la médaille d'argent du CNRS pour ses travaux en statistique des processus de Hawkes.

## Travaux
Elle étudie la modélisation stochastique et l’analyse statistique. Elle est notamment spécialiste en statistique des processus et plus particulièrement des processus de Hawkes, avec des applications en neurosciences et en génomique.
Ses recherches visent notamment à développer des méthodes de reconstruction de la connectivité fonctionnelle, un concept utilisé en neurosciences qui correspond à l'ensemble des connexions définies entre différentes régions du cerveau. Elle s’est intéressée également à l’apprentissage humain ou animal.
Elle participe aussi à des actions de vulgarisation scientifique en neurosciences comme avec l'évènement Neuroplanète à Nice.

## Distinctions et récompenses
- 2020 : Prix Pierre-Faurre de l'Académie des sciences[2]
- 2021 : Médaille d'argent du CNRS[4]
- 2023 :  Chevalière de l'ordre national du Mérite[5].

## Publications
- « Adaptive estimation of the intensity of inhomogeneous Poisson processes via concentration inequalities ». Probab. Theory Related Fields 126 (2003), no. 1, 103–153.
- « Lasso and probabilistic inequalities for multivariate point processes ». Bernoulli 21 (2015), no. 1, 83–143.
- Régis C Lambert, Christine Tuleau-Malot, Thomas Bessaih, Vincent Rivoirard, Yann Bouret, Nathalie Leresche, Patricia Reynaud-Bouret. « Reconstructing the functional connectivity of multiple spike trains using Hawkes models ». J. Neurosci Methods 297 (2018), 9-21.
- « Event-Scheduling Algorithms with Kalikow Decomposition for Simulating Potentially Infinite Neuronal Networks ». SN Comput. Sci. 1, 35 (2020).